# Bactrocera infulata
Bactrocera infulata är en tvåvingeart som beskrevs av Drew och Albany Hancock 1994. Bactrocera infulata ingår i släktet Bactrocera och familjen borrflugor. Inga underarter finns listade.